# Nils van der Poel

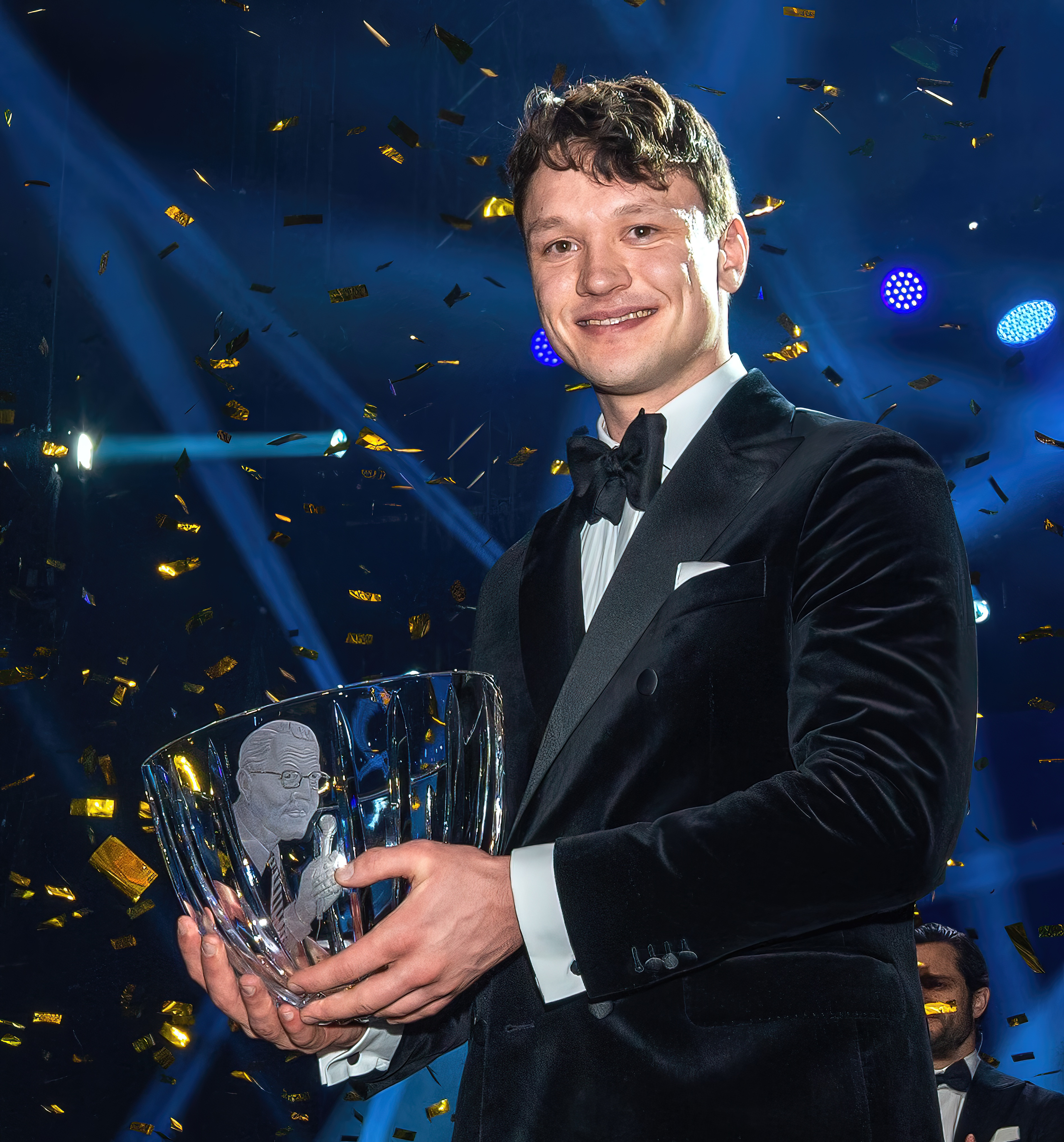
Nils Svensson på Svenska Idrottsgalan 2023 där han vann Årets manlige idrottare, Årets prestation och Jerringpriset.

Nils Göran van der Poel, sedan november 2024 Nils Göran Svensson, född 25 april 1996 i Götalundens församling i Trollhättan, är en svensk tidigare skridskoåkare. Han är regerande världsmästare på 5 000 meter och 10 000 meter (från år 2021) samt världsrekordinnehavare på 5000 meter på tiden 6.01,56. Han var även världsrekordinnehavare på 10 000 meter på tiden 12.30,74 mellan 2022 och 2025. Han tävlade för SK Trollhättan.
Vid olympiska vinterspelen 2022 vann Svensson guld på distanserna 5 000 meter och 10 000 meter. På båda distanserna satte han nytt olympiskt rekord; på 10 000 meter blev det dessutom ett nytt världsrekord. På VM 2022 i Hamar blev han första svensk på 49 år att vinna allround-VM. I och med detta blev hans medaljsamling med guld i internationella mästerskap komplett.

## Biografi

### Juniortiden
I norska Bjugn vann van der Poel år 2014 junior-VM på 5 000 meter; ett guld han sedan försvarade året efter i Warszawa i Polen. Men våren 2015 hade den dubbla juniorvärldsmästaren fått nog och slutade helt sonika med skridskoåkningen. ”Jag var 18 år och det enda som jag gjorde var att gå i skolan och åka skridskor. Jag ville helt enkelt göra saker som andra killar i min ålder.” Van der Poel genomförde värnplikten vid Arméns Jägarbataljon i Arvidsjaur 2018-2019 . Målet han då satte upp var att nå OS i Pyeongchang 2018.

### 2017–2020
År 2017 kom svensken åtta på 10 000 m vid distans-VM i Gangneung, Sydkorea. Vid de olympiska skridskotävlingarna i Pyeongchang 2018 kom han på en fjortonde plats på 5 000 meter och vid allround-VM i Amsterdam samma år vann han 10 000 m och slutade sammanlagt på plats 6. 
I juni 2018 meddelade van der Poel att han skulle ta en paus från skridskoåkningen. Sedan årsskiftet 2020 satsade han dock återigen fullt på skridsko med det stora målet 10 000 m på OS i Peking 2022. Men redan i sin första tävling efter det över två år långa tävlingsuppehållet, den 13 december 2020 i tyska Inzell, överraskade han skridskovärlden då han satte nytt banrekord, slog sitt personliga rekord med över 18 sekunder och åkte på den sjunde snabbaste tiden någonsin på 10 000 meter – 12.46,91.

### 2021–2022
Det nysatta svenska rekordet från Inzell förbättrade van der Poel till 12.42,80 under allround-EM i Heerenveen i januari 2021. Tiden, ett nytt mästerskapsrekord, gav honom segern på distansen (dock inget EM-guld då endast det sammanlagda resultatet efter fyra distanser räknades) och en sammanlagd fjärdeplats i EM.
En knapp månad senare, den 11 februari, vann van der Poel ett VM-guld på 5 000 meter i nederländska Heerenveen och blev samtidigt den första svenska världsmästaren på skridsko på 48 år. Tre dagar därefter tog han guldet också på 10 000 meter och slog samtidigt nytt världsrekord med tiden 12.32,95. Den 3 december 2021 satte han under en världscuptävling nytt världsrekord också på distansen 5 000 meter, detta i Salt Lake City, USA med tiden 6.01,56. Tiden var en förbättring med några tiondelar av kanadensaren Ted-Jan Bloemens tidigare rekord.
En vecka senare hade van der Poel som mål att i Calgary i Kanada bli förste åkare i världen under drömgränsen 6 minuter på 5 000 meter. Försöket misslyckades, men trots detta vann van der Poel sträckan med över fem sekunder och visade att han fortsatt var ett av Sveriges största guldhopp inför de stundande olympiska vinterspelen 2022 i Peking.

### Olympiska vinterspelen 2022

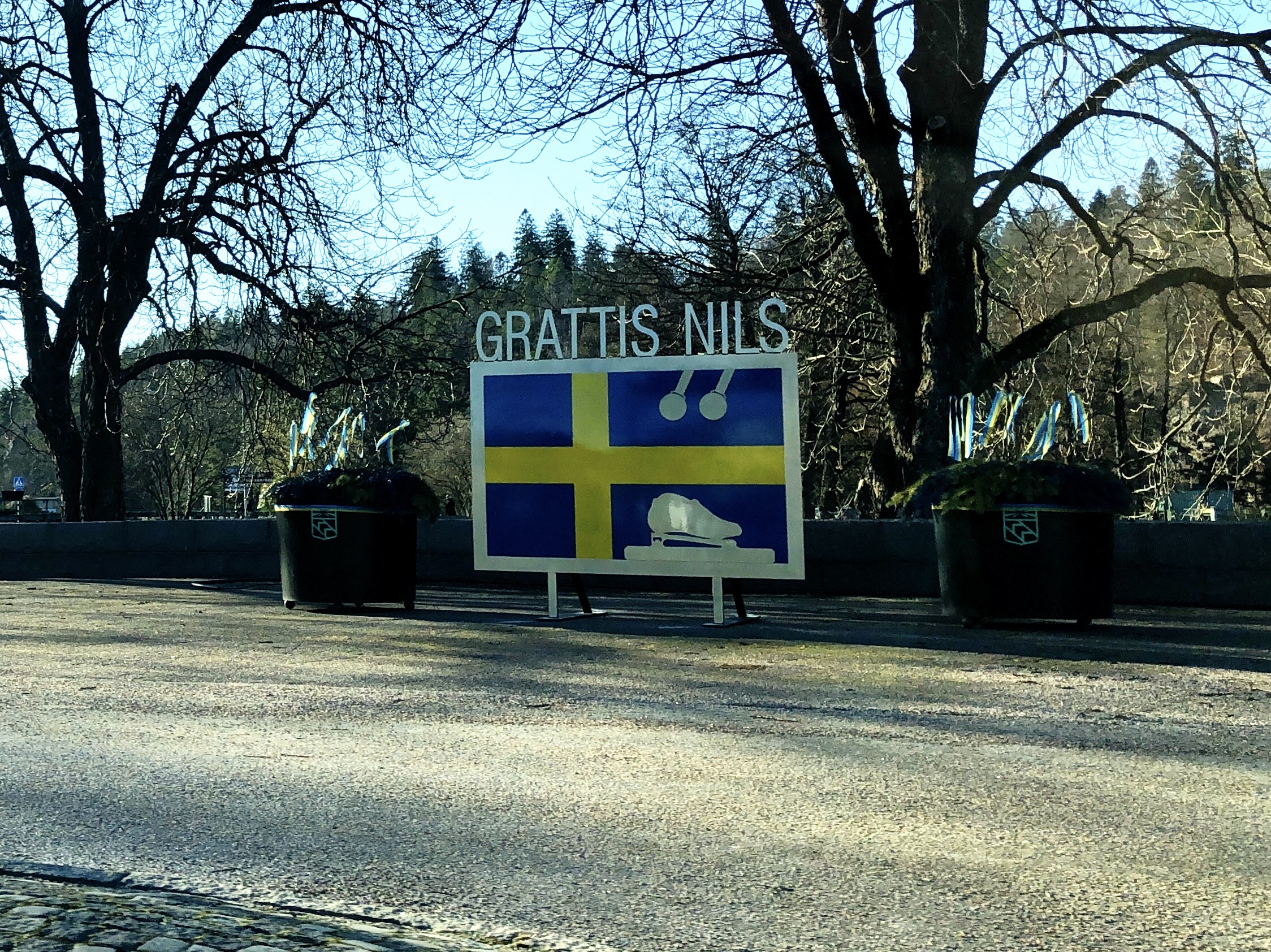
Hyllning till van der Poel i hemstaden Trollhättan efter segrarna i Olympiska vinterspelen 2022.

På distansen 5 000 meter vid olympiska vinterspelen 2022 i Peking var van der Poel stor favorit till guldet och som lottad till att åka i sista par (10 av 10) hade han alla de andra åkarnas varvtider att gå på. Dock hade nederländske Patrick Roest satt olympiskt rekord i sitt lopp och med tre varv kvar att åka var svensken över 2 sekunder efter och låg endast på en fjärdeplats. Efter stark åkning hade han hämtat in en del av försprånget men var med ett varv kvar ändå en sekund efter Roest. Ett sista varv på under 29 sekunder gjorde att han till sist ändå tog sig förbi holländaren och med 47 hundradelars marginal tog van der Poel guldet på nya olympiska rekordtiden 6.08,84.
På distansen 10 000 meter vann van der Poel guld med den nya världsrekordtiden 12.30,74.
Efter tävlingarna skänkte van der Poel bort den ena av sina två guldmedaljer till den svenske författaren och bokförläggaren Gui Minhai, som sitter fängslad i Kina, genom att överlämna medaljen från världsrekordsloppet till Guis dotter Angela Gui. Därmed ville han verka för Gui Minhais frisläppande.

### Karriärslut
I mars 2022 meddelade van der Poel att han ämnade avsluta sin elitkarriär efter säsongens slut. I och med vinsten i det sista tävlingsloppet, på 5000 meter i finalen av världscupen i Heerenveen den 12 mars, tog han också hem segern i den totala världscupen över långdistans säsongen 2021/22.

### Namn
Hans tidigare efternamn van der Poel (uttal [fan dɛ(r) ˈpʰuːl], ”pol”), härstammar från farfadern som kommer från Nederländerna. I november 2024 bytte han efternamn till Svensson, som är hans mors flicknamn.

## Andra aktiviteter och träning
Van der Poel är känd för sin ovanligt stora träningsvolym med fokus på stora mängder lågintensiv konditionsträning som cykling.
Efter guldmedaljerna vid OS 2022 publicerade han sin träningsdagbok och ett tillhörande manifest; han menade att det skulle hjälpa andra att fortsätta utveckla sporten, och han hoppades att det skulle bidra till att slå hans rekord. Han beskrev sitt träningsprogram som enkelt, robust, billigt och pålitligt. Den största utmaningen med träningsprogrammet var att fortsätta hålla sig till det; motivation var nyckeln.
Dokumentet är 62 sidor långt och laddades ned 130 000 gånger under de första tolv timmarna efter publiceringen. Det första fysiska exemplaret gav van der Poel till nederländske konkurrenten och OS-silvermedaljören Patrick Roest.

## Övriga aktiviteter och utmärkelser
Van der Poel tilldelades den internationella utmärkelsen Oscar Mathisens pris år 2021 och 2022; detta "för framstående prestationer inom skridskosporten" och i december 2022 förärades han Svenska Dagbladets guldmedalj för årets största svenska idrottsprestation i och med de två OS-gulden.
På nationell nivå har van der Poel vunnit 16 individuella SM-guld liksom tre SM i lag och han är Stor grabb inom svensk skridskoåkning.[källa behövs]
2023 deltog van der Poel i SVT:s program Mästarnas mästare och vann hela tävlingen.

## Personliga rekord
- 500 m – 37,33
- 1 000 m – 1.13,92
- 1 500 m – 1.47,18
- 3 000 m – 3.51,12
- 5 000 m – 6.01,56 (världsrekord, 3 december 2021)
- 10 000 m – 12.30,74 (tidigare världsrekord, 2022-2025)

### Webbkällor
- Nils van der Poel på Svenska Skridskoförbundets webbplats
- Nils van der Poel - SpeedskatingResults.com